# リトル・フィート
リトル・フィート（Little Feat）は、アメリカ合衆国出身のロックバンド。R&B、ブルース、カントリー、ロックンロールなどの影響を色濃く押し出しているサウンドが特徴。解散・再結成を経て、1969年結成以来50年以上経った現在も活動している。

## 略歴

### ローウェル・ジョージ時代（1969年 - 1979年）

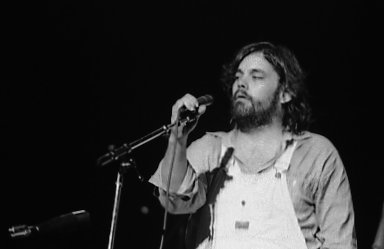
ローウェル・ジョージ（1977年）

1969年、フランク・ザッパが率いるマザーズ・オブ・インヴェンションのメンバーだったローウェル・ジョージ (スライド・ギター、ヴォーカル)、ロイ・エストラーダ (ベース)を中心にロサンゼルスで結成。2枚のアルバムを発表したが、商業的成功には結びつかず、エストラーダがキャプテン・ビーフハート・アンド・ザ・マジック・バンドに加入するために脱退したので、解散寸前の危機的状況に陥る。
エストラーダの後任としてケニー・グラッドニーが加入し、新たにポール・バレア (ギター、ヴォーカル)、サム・クレイトン (パーカッション)をメンバーに迎え、ようやく持ち直す。新たなラインナップで、1973年にアルバム『ディキシー・チキン』を発表。タイトル曲に見られるようにニューオーリンズ、南部色を感じさせる音楽性は、過去2作から一歩踏み出した感のあるものであった。続く、1974年の『アメイジング!』（原題：Feats Don't Fail Me Now）では、バレアの歌う"Skin It Back"など、よりファンキーな路線を推し進めており、バンドはこのアルバムで初めてBillboard 200入りを果たした。

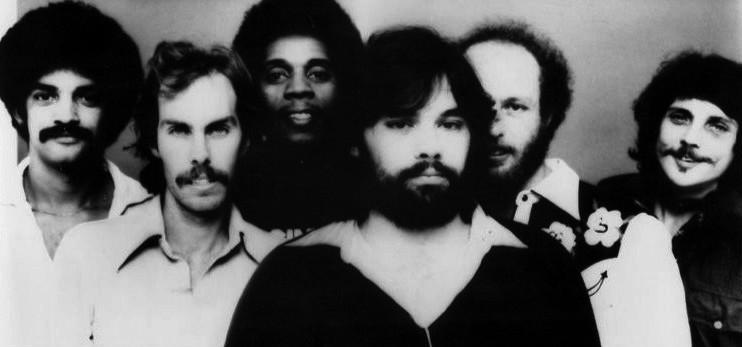
1975年のグループショット

1975年の『The Last Record Album』、1977年の『Time Loves a Hero』では、ジャズ、フュージョン的な色彩も織り込んだ。これらのアルバムでは、バレア、ビル・ペインの役割が大きくなる一方で、ジョージは他のメンバーと音楽性の相違が大きくなり、また麻薬中毒で体調を崩しつつあったことから、その存在感が薄れて行った。1978年にはジョージ在籍時唯一の来日公演を行っている。
バンドの方向性に違和感を覚えたジョージは、1979年、ソロ・アルバム『Thanks I'll Eat It Here』をリリースし、リトル・フィートの解散を宣言した。しかし、その直後心臓発作で死亡。残されたメンバーは、ジョージが録りためていた未完成のレコーディングに追加のレコーディングを行い、アルバム『Down on the Farm』としてリリースした。そして、リトル・フィートの活動に終止符を打ったのだった。

### 再結成〜以降（1987年 - 現在）
1987年、残ったメンバー5人を中心にバンドを再結成する。ローウェル・ジョージの後任にはクレイグ・フラー(ギター、ヴォーカル)が入り、過去のリトル・フィートのセッションでもプレイしていたフレッド・タケット (ギター、マンドリン、トランペット) も正式メンバーとなった。このメンバーで、3枚のアルバムを発表するものの、1993年にフラーがツアーを嫌って脱退する。
フラーの後任として、女性ヴォーカリストのショーン・マーフィーが加入。従来のイメージを一新した彼女の加入により、バンドのサウンドは新たな局面を迎えた
2000年頃以降はスタジオ作の制作ペースは落ちているが、その分ライブ・アルバムを多くリリースし、ライブ・バンドとしての存在感を示している。2002年には、バンドのオリジナル・レーベル、ホット・トマト・レコードを設立している。
2008年、スタジオ・アルバムとしては5年ぶりとなる『Join the Band』をリリース。ジミー・バフェット、ボブ・シーガー、エミルー・ハリス、サニー・ランドレスといったゲストを迎え、収録曲の約半数はリトル・フィート・ナンバーのリメイクで占められている。
2009年1月、ショーン・マーフィーが脱退。バンドは、メンバーの補充はせず、活動を続行した。同年8月には、創設メンバーの一人、リッチー・ヘイワードが肝臓ガンの治療のため演奏活動を一時休止。バンドはヘイワードが復帰するまでの代理メンバーとして、ゲイブ・フォードを加えての活動続行を宣言した。
2010年8月12日、リッチー・ヘイワード死去。64歳。これにより、ゲイブ・フォードが正式に後任のドラマーとなった。
2019年10月、長年ボーカル&ギターを担当したポール・バレアが死去。
2024年、12年ぶりの新録アルバムとなる『Sam's Place』リリース。ポール・バレア死去後初のアルバムで、全編に渡りサム・クレイトンがヴォーカルを担当したブルース・アルバムである。

## アルバム・ジャケット
1972年の2作目『Sailin' Shoes』以降、彼らのオリジナル・アルバムのジャケットは、ネオン・パークのイラストで飾られ、その個性的なアートワークは、音楽以外の側面からリトル・フィートのイメージ形成に寄与した。1993年にネオン・パークが亡くなったあと初のアルバムとなった1995年の『Ain't Had Enough Fun』のライナーには、「リトル・フィートがレコードを出す限り、そのアルバム・カバーはネオン・パークのイラストで飾られるだろう」と記されている。
しかしながら、2003年の『Down Upon The Suwannee River』以降、ネオン・パークのものではないイラストが使われるようになった。

## 影響
- サザンオールスターズの桑田佳祐が強く影響を受けたバンドの一つであり、サザン初期のインタビューでは時々、引用されている。また、リトル・フィートをオマージュした楽曲である「いとしのフィート」が製作されている。
- 個々のメンバーは、セッション・ミュージシャンとしても活躍しており、ミュージシャンの間でも彼らのファンは多い。このことから「ミュージシャンのミュージシャン」などと呼ばれることもある。1997年にリリースされたアルバム『Rock And Roll Doctor: Lowell George Tribute Album』には、ボニー・レイット、ジャクソン・ブラウン、アラン・トゥーサンらリトル・フィートに縁の深いミュージシャン達が多く参加した。
- 矢野顕子のファーストアルバム、『JAPANESE GIRL』には、リトル・フィートがバックバンドとして参加した。

## メンバー
※2020年10月時点

### 現ラインナップ
- ビル・ペイン (Bill Payne) - ボーカル/キーボード (1969年-1979年, 1987年- )
- サム・クレイトン (Sam Clayton) - コンガ/ボーカル/パーカッション (1972年-1979年, 1987年- )
- フレッド・タケット (Fred Tackett) - ギター (1987年- )
- ケニー・グラッドニー (Kenny Gradney) - ベース (1972年-1979年, 1987年- )
- スコット・シャラード (Scott Sharrard) - ボーカル/ギター (2020年- )
- トニー・レオン (Tony Leone) - ドラムス (2020年- )

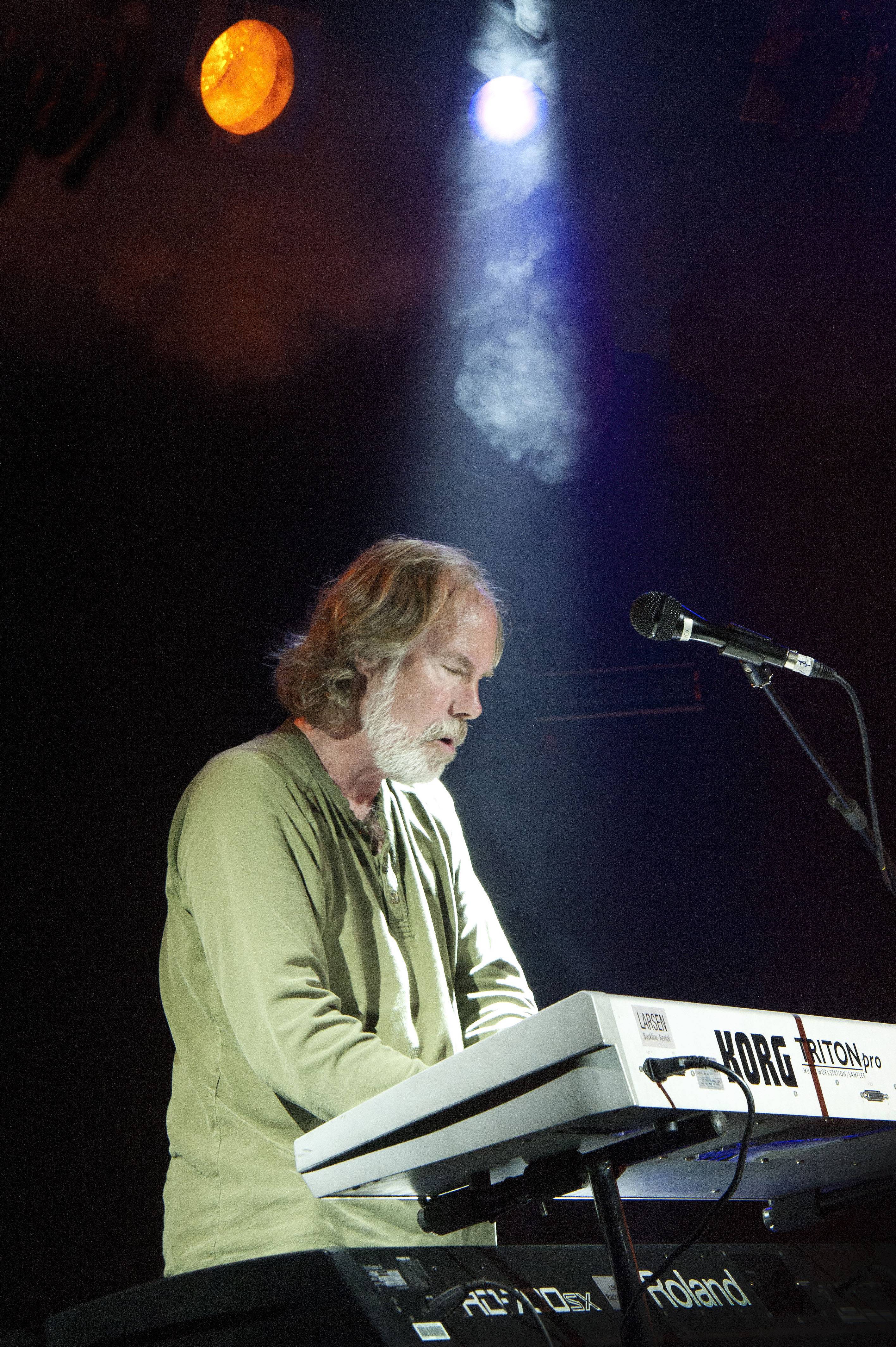
ビル・ペイン(Key) 2010年
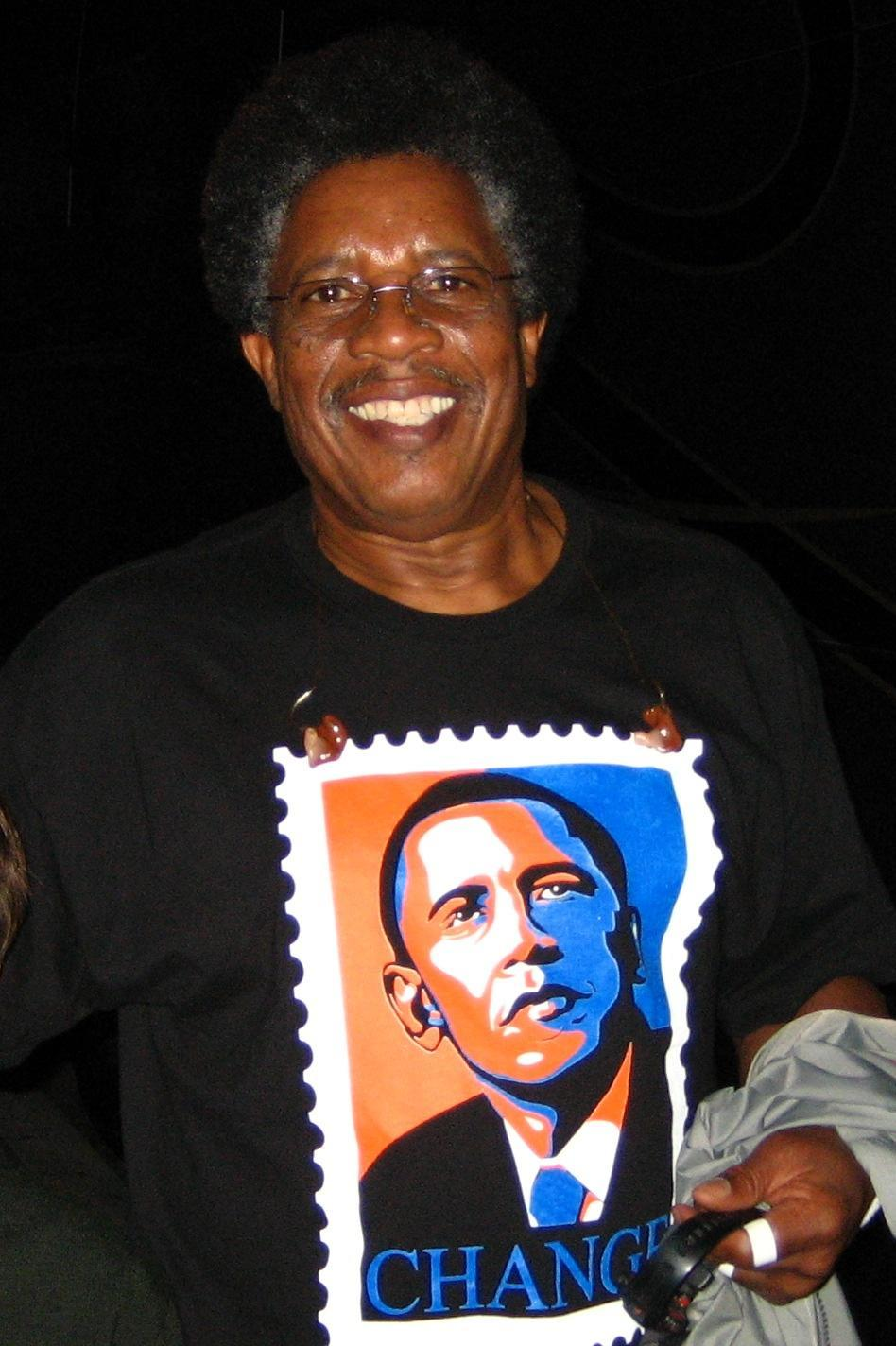
サム・クレイトン(Vo/Per) 2008年
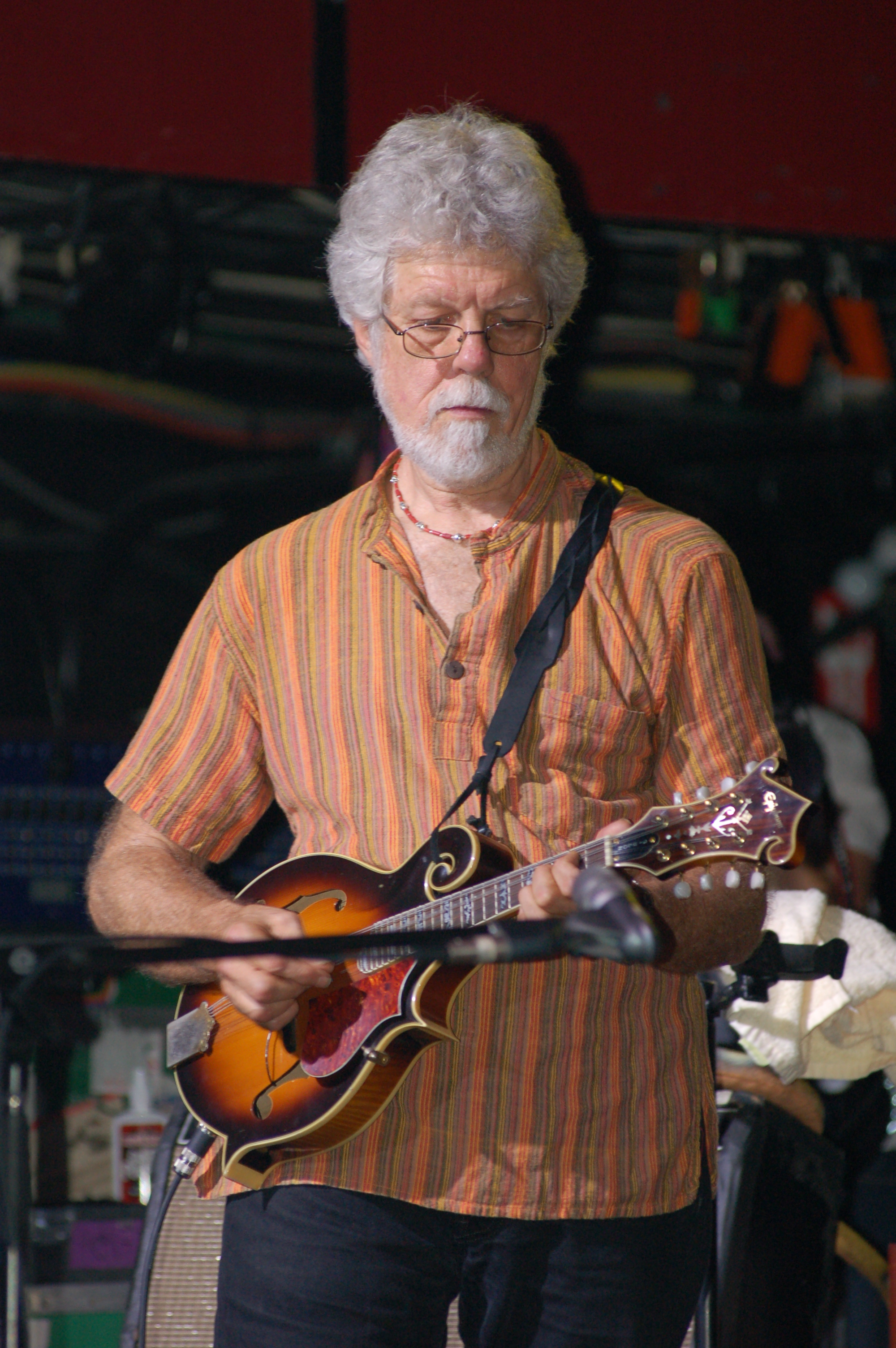
フレッド・タケット(G) 2009年
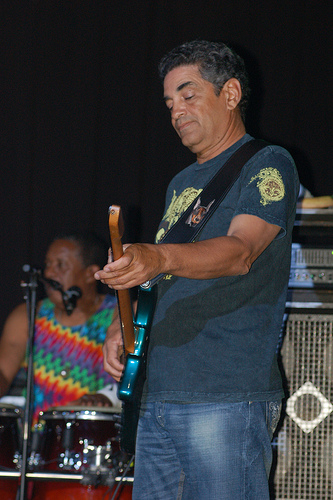
ケニー・グラッドニー(B) 2008年

### 旧メンバー
- ローウェル・ジョージ (Lowell George) - ボーカル/ギター (1969年-1979年) ※1979年死去
- ロイ・エストラーダ (Roy Estrada) - ベース (1969年-1972年)
- リッチー・ヘイワード (Richie Hayward) - ドラムス (1969年-2010年) ※2010年死去
- ポール・バレア (Paul Barrere) - ボーカル/ギター (1972年-2019年) ※2019年死去
- クレイグ・フラー (Craig Fuller) - ボーカル/ギター (1987年-1993年)
- ショーン・マーフィー (Shaun Murphy) - ボーカル (1993年-2009年)
- ゲイブ・フォード (Gabe Ford) - ドラムス (サポート2009年, 正規2010年-2020年)

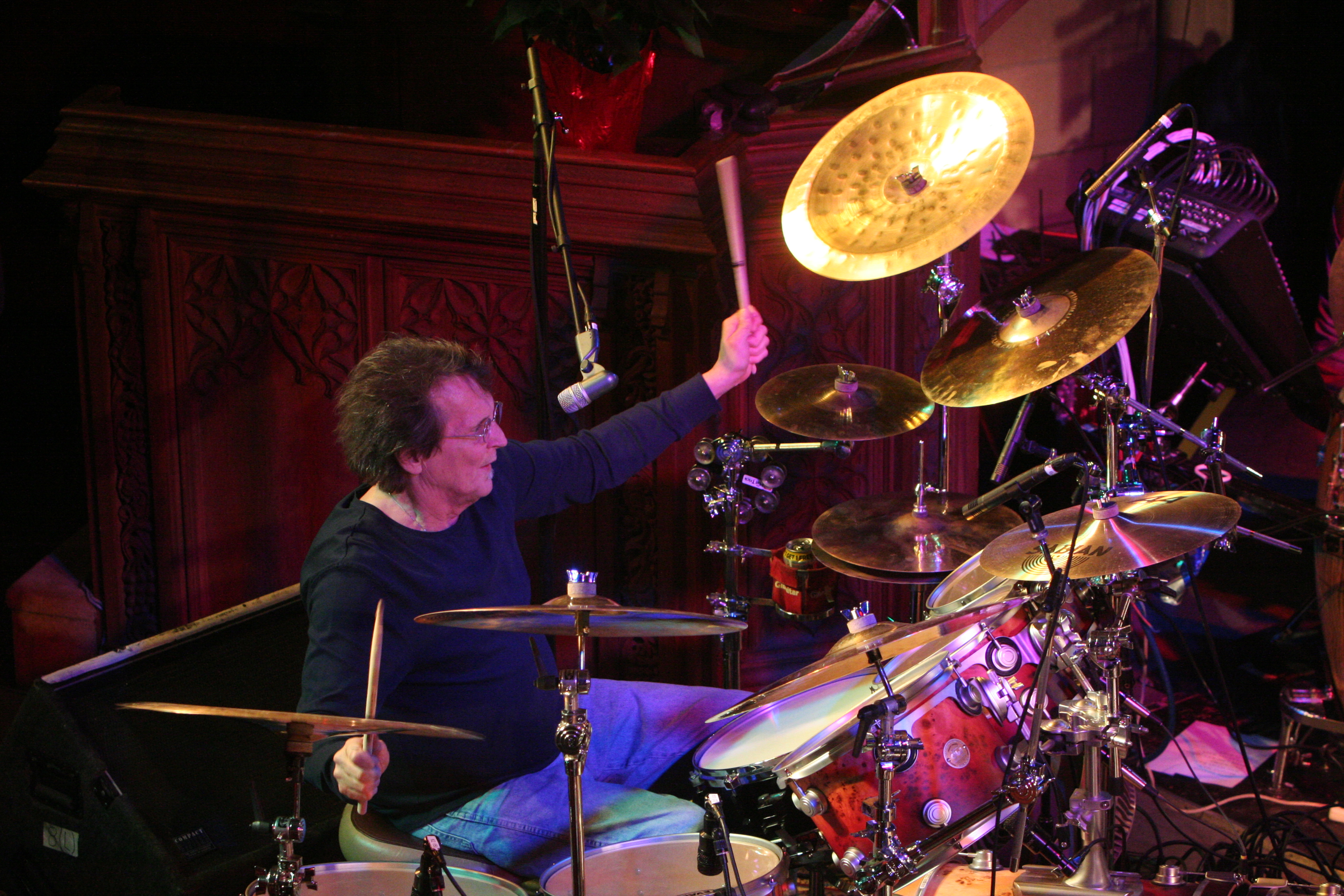
リッチー・ヘイワード(Dr) 2008年
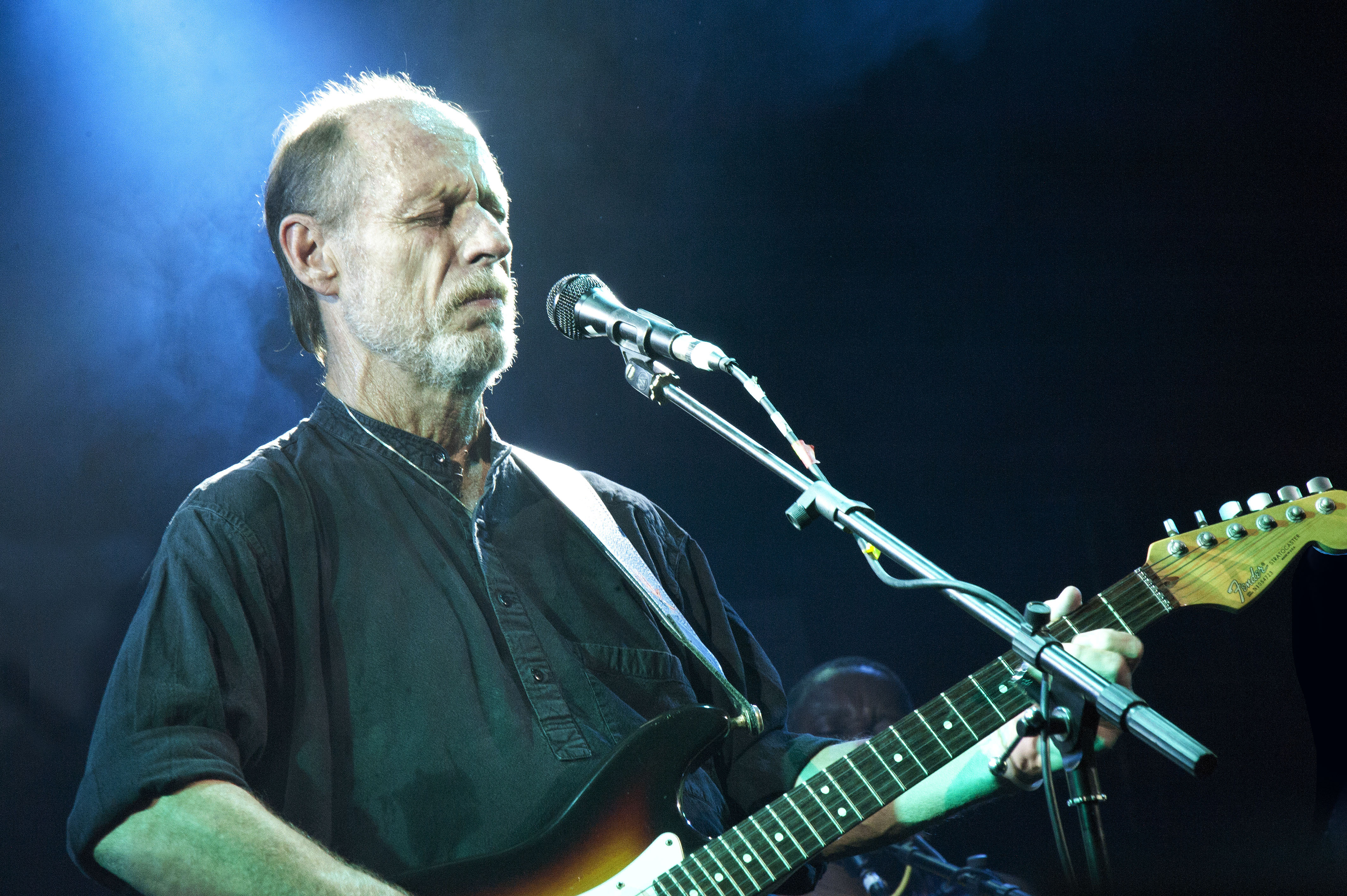
ポール・バレア(G) 2010年

## ディスコグラフィー

### スタジオ・アルバム
- 『リトル・フィート・ファースト』 - Little Feat（1971年、Warner Bros.)
- 『セイリン・シューズ』 - Sailin' Shoes (1972年、Warner Bros.)
- 『ディキシー・チキン』 - Dixie Chicken (1973年、Warner Bros.)
- 『アメイジング!』 - Feats Don't Fail Me Now (1974年、Warner Bros.)　※全米ビルボード・チャート最高位36位
- 『ラスト・レコード・アルバム』 - The Last Record Album (1975年、Warner Bros.)　※全米最高位36位
- 『タイム・ラヴズ・ア・ヒーロー』 - Time Loves A Hero (1977年、Warner Bros.)　※全米最高位34位
- 『ダウン・オン・ザ・ファーム』 - Down On The Farm (1979年、Warner Bros.)　※全米最高位29位
- 『レット・イット・ロール』 - Let It Roll (1988年、Warner Bros.)　※全米最高位36位
- 『レプリゼンティング・ザ・マンボ』 - Representing The Mambo (1990年、Warner Bros.)　※全米最高位45位
- 『シェイク・ミー・アップ』 - Shake Me Up (1991年、Morgan Creek)　※全米最高位126位
- 『エイント・ハッド・イナフ・ファン』 - Ain't Had Enough Fun (1995年、Zoo Entertainment)　※全米最高位154位
- 『アンダー・ザ・レーダー』 - Under the Radar (1998年、CMC International)
- 『チャイニーズ・ワーク・ソングス』 - Chinese Work Songs (2000年、CMC International)
- Kickin' It At The Barn (2003年、Hot Tomato)
- Join the Band (2008年、429 Records)
- 『ルースター・ラグ』 - Rooster Rag (2012年、Rounder)
- Sam's Place (2024年、Hot Tomato)
- Strike Up The Band (2025年、Hot Tomato)

### ライブ・アルバム
- 『ウェイティング・フォー・コロンブス』 - Waiting For Columbus (1978年、Warner Bros.)　※全米最高位18位
- 『ライヴ・フロム・ネオン・パーク』 - Live From Neon Park (1996年、Zoo Entertainment)
- Live At The Rams Head (2002年、Hot Tomato)
- Down Upon The Suwannee River (2003年、Hot Tomato)
- High Wire Act Live In St. Louis 2003 (2003年、Hot Tomato)
- Barnstormin' Live Volume One (2005年、Hot Tomato)
- Barnstormin' Live Volume Two (2005年、Hot Tomato)
- Rocky Mountain Jam (2007年、Hot Tomato)

### コンピレーション・アルバム
- 『軌跡』 - Hoy-Hoy! (1981年、Warner Bros.)　※全米最高位39位
- As Time Goes By: The Best Of Little Feat (1986年、Warner Bros.)
- Hotcakes & Outtakes 30 Years Of Little Feat (2000年、Rhino)
- 『ロウ・トマトズ』 - Raw Tomatoes: Volume One (2002年、Hot Tomato)
- 『ライプ・トマトズ』 - Ripe Tomatoes: Volume One (2002年、Hot Tomato)

## 日本公演
- 1978年

7月1日 名古屋・名古屋市公会堂、4日 東京・東京厚生年金会館、5日,7日,8日 東京・中野サンプラザ、6日 大阪・フェスティバルホール
- 1989年

10月29日 川崎・CLUB CITTA'川崎、11月2日 東京・九段会館
- 1999年

12月7日 大阪・大阪郵便貯金会館、8日 川崎・CLUB CITTA'川崎、10日,11日 東京・よみうりホール
- 2000年

12月7日 横浜ベイホール, 8日 東京・The Garden Hall, 10日 大阪・BIG CAT
- 2012年

5月21日,22日 東京・ビルボードライブ東京, 24日 大阪・ビルボードライブ大阪